# Benthosema pterotum
Espèce
Statut de conservation UICN

 LC  : Préoccupation mineure
Benthosema pterotum est une espèce des poissons téléostéens.